# Gotthard Jäschke
Gotthard Jäschke (* 8. April 1894 in Oberpeilau, Schlesien; † 29. Dezember 1983 in Essen-Kettwig) war ein Orientalist und Turkologe, der die Beschreibung der modernen Entwicklung der Türkei seit dem Wirken Kemal Atatürks maßgeblich betrieben und geprägt hat.

## Leben
Gotthard Jäschke wurde am 8. April 1894 im schlesischen Oberpeilau aus einer Familie mährischer Exulanten, die sich in der Brüdergemeinde zusammengeschlossen hatten, als Sohn des Gymnasiallehrers Max Jäschke und der Gertrud Wollenhaupt geboren. Aus einem seiner Vornamen wurde geschlossen, dass Gotthard Jäschke mütterlicherseits ein Nachfahre des Amos Comenius ist. Seine „pietistische Herkunft“ wird als prägend für sein Wesen angesehen. Nach der Volksschule (Niesky, 1900–1904) besuchte Jäschke das Viktoria-Gymnasium in  Potsdam, 1904–1910 und das Schiller-Gymnasium in Groß-Lichterfelde bei Berlin, 1910–1912. Am 7. April 1931 heiratete er Liselotte Fechner, die er kennengelernt hatte, als sie als deutsche Krankenschwester in Konstantinopel tätig war. Gotthard Jäschke starb am 29. Dezember 1983 im Hause einer seiner Töchter in Essen-Kettwig, wo er seit dem Tod seiner Frau gelebt hatte. Seine sterblichen Überreste wurden am 20. April 1984 auf dem Waldfriedhof Lauheide bei Münster beigesetzt.

### Studium und Kriegsdienst
In die Zeit des Jura-Studiums (Freiburg im Breisgau und Berlin, 1912–1916) fiel auch ein Dolmetscherstudium (1913–1914). Die „Türkische Diplomprüfung“ am „Seminar für Orientalische Sprachen zu Berlin“ Ende Juli 1914 absolvierte er mit „Gut“. Zu seinen Lehrern gehörte neben Friedrich Giese, der Jäschkes Studienschwerpunkt Türkisch lehrte, vermutlich auch Martin Hartmann. Im Kriegsdienst (5. August 1914 bis 11. November 1914, 1. Mai 1915 bis 20. August 1916 und 7. September 1917 bis 2. April 1918) erlitt er am 6. Oktober 1915 eine schwere Verwundung bei Somme-Py in der Champagne, infolge derer er zeitweilig als bis zu 25 % kriegsbeschädigt eingestuft wurde, und die ihn noch im Winter 1938/39 zu einem mehrmonatigen Aussetzen seiner Lehrtätigkeit zwang. Mit seinen Kriegserlebnissen und der Problematik um den französischen Kriegsschauplatz sollte sich Jäschke später, untypisch für Deutsche seiner Generation, in Form historischer Publikationen befassen. Am 11. Oktober 1916 erhielt er das E. K. II wegen Bergung von Verwundeten im Trommelfeuer. Am selben Tag erfolgte seine Referendarprüfung am Kammergericht Berlin, worauf Ende Dezember sein Referendardienst am Amtsgericht Berlin-Lichterfelde begann. Am 15. März 1917 promovierte Jäschke cum laude in Greifswald zum Dr. jur.

### Diplomatischer Dienst in der Türkei, auf dem Kaukasus und in Deutschland
Von Mai bis August 1917 als wissenschaftlicher Hilfsarbeiter in der Nachrichtenstelle für den Orient, trat Jäschke nach dem Kriegs- in den diplomatischen Dienst ein. Vom 13. April bzw. 7. Mai 1918 bis Januar 1919 als Dragomanatsaspirant im Generalkonsulat Konstantinopel, legte er am 5. Mai 1920 die Prüfung für die Diplomatisch-Konsularische Laufbahn ab. Am 29. März 1923 wurde er zum Vizekonsul ernannt und übernahm am 27. September 1923 die Leitung der Paßstelle für Ausländer in Karlsruhe. Vom 21. Mai bzw. 1. Juli 1924 bis zum 30. Juli 1926 wechselte Jäschke als Vizekonsul in das Generalkonsulat Smyrna und trat dann am 22. Juni bzw. 31. Juli 1926 bis zum 3. Juli 1927 in gleicher Position in den Dienst des Generalkonsulates Tiflis ein, wo er ein gesteigertes Interesse an kaukasischen und insbesondere aserbaidschanischen Fragen entwickelte. Vom 24. Mai bzw. 4. Juli 1927 bis zum 6. Mai 1931 fungierte er in Konstantinopel und der Botschaft Ankara als Legationssekretär. Vom 7. Mai bis zu seinem Ausscheiden  am 1. Oktober 1931 besetzte er schließlich seinen Posten im Auswärtigen Amt Berlin. Möglicherweise kam der berufliche Karrierebruch im diplomatischen Dienst durch Standesdünkel zustande, den Jäschkes Kollegen im Auswärtigen Amt seiner Frau entgegengebracht hatten, was Jäschke bewogen haben mag, seinen Dienst zu quittieren.

### Lehrtätigkeit und Aktivität in der Turkologie
Schon 1917 bis 1918 hatte Jäschke die Geschäftsführung der am 9. Januar 1912 von Martin Hartmann gegründeten Deutschen Gesellschaft für Islamkunde übernommen. Nach seiner Tätigkeit als Legations-Sekretär in Ankara wurde Gotthard Jäschke am 11. August 1931 mit Wirkung zum 1. Oktober zum Professor ernannt und trat sein Lehramt für Türkisch am „Seminar für Orientalische Sprachen“ in Berlin an. In den Jahren 1932 bis 1935 war er Mitherausgeber und von 1936 bis 1944 als Nachfolger des Arabisten Georg Kampffmeyer alleiniger Herausgeber der Zeitschrift „Die Welt des Islams“. Ab dem 17. April 1936 wirkte Jäschke als außerordentlicher Professor an der „Auslandshochschule“ der Universität Berlin („Außerordentlicher Lehrstuhl der türkischen Nationenwissenschaft“) und vom 14. August 1940 bis zur Auflösung des Seminars durch die russische Besatzungsmacht 1945 an der Auslandswissenschaftlichen Fakultät.
Das Ende des Zweiten Weltkrieges brachte einen Karrierebruch für Gotthard Jäschke mit sich. Er verlor seinen „Außerordentlichen Lehrstuhl der türkischen Nationenwissenschaften“ an der Berliner Universität. Trotz der Fürsprache des Orientalisten Franz Taeschner räumte ihm die Westfälische Wilhelms-Universität Münster zunächst keine Arbeitsmöglichkeit ein und der Kultusminister Nordrhein-Westfalens verweigerte ihm (19. Juni 1950) die Genehmigung, Diplom-Prüfungen für Türkisch abzuhalten, wofür seine NSDAP-Mitgliedschaft und die enge Bindung seiner Fakultät an das nationalsozialistische Regime verantwortlich sein mögen. Jäschke hatte am 19. September 1940 die Aufnahme in die NSDAP beantragt und wurde zum 1. Oktober desselben Jahres aufgenommen (Mitgliedsnummer 8.258.819), dem Reichsluftschutzbund trat er zum 1. Oktober 1940, dem NS-Altherrenbund und NS-Reichskriegerbund 1941 bei. Er erhielt nach seiner „Denazification“ (durch HQ MIL GOV, 8. Januar 1947) den Bescheid des Entnazifizierungs-Hauptausschusses (Kategorie IV) mit Datum vom 23. September 1947. Seit 1946 Religionslehrer in Potsdam, lehrte und forschte er vom 21. März 1947 – zunächst bis zum 31. März 1959 amtslos als Gastprofessor – „Kultur, Geschichte und Landeskunde der Türkei einschließlich der türkischen Sprache und Literatur“ bis 1983 (Emeritierung 1959) an der Universität Münster in Westfalen, wo er seither auch lebte. Jäschke vertrat dort die Turkologie besonders in ihren geschichtlichen und religiösen Aspekten. Er führte eine Reihe von Studenten – auch mittelasiatische Türken – zur Promotion, aus denen einige deutsche Professoren hervorgingen. Jäschke war Mitglied verschiedener türkischer gelehrter Gesellschaften und erhielt 1975 ein Ehrendoktorat der Universität Ankara.

## Meinungen und Wertungen zu Jäschkes Werk
Jäschkes Werk behandelt vornehmlich die moderne Geschichte der Türkei, etwa von 1908 bis in die Zeit des Umschwunges von 1960 hinein, insbesondere jedoch die Periode der Erneuerung unter Mustafa Kemal Atatürk, wobei ein aus Jäschkes Prägung und Ausbildung resultierender Schwerpunkt in der Bearbeitung religiöser und juristisch-staatsrechtlicher Belange erkannt werden kann.
Einen hohen Rang nahmen und nehmen Jäschkes Arbeiten insbesondere in der Türkei ein, wo sie z. B. als Grundlage für die „Revolutionsgeschichte“ – eine besonders wichtige Sparte des historischen Curriculums in der Türkei – dienen. So wurden Jäschke von dem Autor Fethi Tevetoğlu die sparsam vergebenen Attribute „großer Verehrer Atatürks und wahrer Freund der türkischen Nation“ (türk. Atatürk'ün büyük bir hayranı ve Türk milletinin gerçek bir dostu) verliehen.
In der zunehmenden westeuropäischen und nordamerikanischen Forschung zur frühen türkischen Republik wird Jäschke dagegen mit wenigen Ausnahmen (wie Bernard Lewis, The Emergence of Modern Turkey. 1961 et al.) minder häufig zitiert, was wiederum etwa von Klaus Kreiser als „erstaunlich und schwer nachvollziehbar“ bewertet wird.
Eine „vorläufige“ Skizzierung der Haltung und Verantwortlichkeit Jäschkes in der Zeit des Kaiserreiches, der Weimarer Republik und des Nationalsozialismus hat Klaus Kreiser (1998) versucht. Zum Vertreter der „Speziellen Auslandswissenschaft“ im Dienste des Regimes war Jäschke geworden, nachdem das Orientalische Seminar der Universität Berlin, welchem er seit 1931 angehörte, in eine Auslandshochschule ausgebaut und 1940 zu einer Auslandswissenschaftlichen Fakultät umgewandelt wurde. Zum armenischen Themenkomplex und den Armenier-Deportationen hat sich Jäschke trotz seiner ausdrücklichen Bekennung zum Christentum und seiner Nähe zu den Missionswerken praktisch nicht geäußert. Seiner Herkunft nach pietistischer Protestant, der in der Weimarer Republik noch der christlich-sozialistischen Bewegung angehört hatte (1921–1924: Vorstandsmitglied im „Bund religiöser Sozialisten“ in Berlin), stellte Jäschke das Judentum dennoch eng in Zusammenhang mit dem „Bolschewismus“, wie dies weit weniger dem christlichen Anti-Judaismus, als vielmehr der nationalsozialistischen Ideologie entsprach. So wählte die DDR-Forschung der 1960er Jahre bei ihrer Aufarbeitung der deutschen Wissenschaftsgeschichte im Nationalsozialismus Jäschke als angeblichen „Apologet des Turanismus“ zu einem ihrer Angriffsziele (v. a. durch Johannes Glasneck). Differenzierter fasst Kreiser das Verhältnis von Jäschke zu seinem Forschungsobjekt zusammen: „Der Türkei-Beobachter Jäschke war von einer Nationalbewegung fasziniert, die den Mächten der Entente erfolgreich die Stirne bot. Er hat gleichzeitig mit großer Skepsis die Versuche der Kemalisten begleitet, islamische Institutionen auszutrocknen. Die Empfindlichkeiten der offiziellen Türkei hat Jäschke freilich bis an die Grenze des historisch Glaubwürdigen respektiert.“

## Wissenschaftliche Ehrungen
- 1955: Ehrenmitgliedschaft des Institutes für Geschichte der türkischen Revolution, Ankara (İTE)
- 1959: Ehrenmitgliedschaft in der Gesellschaft für Türkische Geschichte (TTK) [türk.: Türk Tarih Kurumu]
- 1975: Ehrendoktorat der Universität Ankara[7]

## Schriften
Zwischen 1917 und 1983 hat Jäschke nahezu 400 Bücher und Artikel mit einem Umfang von mindestens 4000 Druckseiten publiziert, die mit nur wenigen Ausnahmen die türkische Zeitgeschichte behandeln. Eine Auflistung von 194 Büchern und Aufsätzen, 130 wichtigen Besprechungen, sowie von einigen enzyklopädischen Beiträgen, Mitarbeit- und Herausgeberschaften, Nachrufen und weiteren Schriften aus der Hand Jäschkes findet sich in Band 15 der Zeitschrift Die Welt des Islams. Eine Reihe von Nachträgen seit 1973 liefert Werner Schwartz (1984). Eine Zusammenstellung von 6 Büchern und 36 Aufsätzen, die in das Türkische übertragen wurden, bietet Cemil Koçak (in: Tarih ve Toplum, 1984, S. 74–76).
- Die Entwicklung des osmanischen Verfassungsstaates von den Anfängen bis zur Gegenwart. In: Der neue Orient. Berlin 1917 [Jur. Diss. Greifswald 1917].
- mit Erich Pritsch: Die Türkei seit dem Weltkriege – Geschichtskalender 1918–1928. In: Die Welt des Islams. Band 10, 1927–1929, S. 1–154.
- Die Türkei seit dem Weltkriege II – Türkischer Geschichtskalender für 1929 mit neuem Nachtrag zu 1918–1928. In: Die Welt des Islams. Band 12, 1930, S. 1–50.
- Die Türkei seit dem Weltkriege III – Türkischer Geschichtskalender für 1930. In: Die Welt des Islams. Band 12, Nr. 4, 1931, S. 137–166.
- Die Türkei seit dem Weltkriege IV – Türkischer Geschichtskalender für 1931–1932. In: Die Welt des Islams. Band 15, 1933, S. 1–33.
- Die Türkei in den Jahren 1933 u. 1934 – Geschichtskalender. In: Mitteilungen des Seminars für Orientalische Sprachen zu Berlin. (Abt. 2), Band 38, 1935, S. 105–142.
- Führerwille und Volkswille in der neuen Türkei. In: Orient-Nachrichten. (Berlin), Band [?3], S. 273–277. [Türk. Übers. In: Cumhuriyet. 27. Feb. 1938].
- Kommunismus und Islam im türkischen Befreiungskriege. In: Die Welt des Islams. Band 20, 1938, S. 110–117.
- Die Form der Eheschließung nach türkischem Recht – Ein Beitrag zum Internationalen Privatrecht. In: Die Welt des Islams. Band 22, 1940, S. 1–66.
- Der Turanismus der Jungtürken – Zur osmanischen Aussenpolitik im Weltkriege. In: Die Welt des Islams. Band 23, 1941, S. 1–54.
- Die Türkei in den Jahren 1935–1941 – Geschichtskalender. Harrassowitz, Leipzig 1943, S. I–X.
- Der Turanismus und die kemalistische Türkei. In: Der Orient in deutscher Forschung. S. 248–254 u. Beiträge zur Arabistik, Semitistik u. Islamwissenschaft, Harrassowitz, Leipzig 1944, S. 468–483.
- Zur Form der Eheschliessung in der Türkei – Eine Rechtsvergleichende Untersuchung. In: Die Welt des Islams. New Series, Band 2, Nr. 3, 1953, S. 143–214.
- Zur Ziya Gökalp-Bibliographie. in: Festschrift Zeki Velidi Togan. Istanbul 1950–1955, S. 127–130.
- General Milne zur Entsendung Mustafa Kemals nach Anatolien. In: Die Welt des Islams. New Series, Band 2, Nr. 4, 1953, S. 267–277.
- Die Türkei in den Jahren 1942–1951 – Geschichtskalender. Harrassowitz, Wiesbaden 1955, S. I–VIII.
- Die „Imam-Ehe“ in der Türkei. In: Die Welt des Islams. New Series, Band 4, Nr. 2–3, 1955, S. 164–201.
- Die Frauenfrage in der Türkei. In: Saeculum. Band 10, 1959, S. 360–369.
- Zum Problem der Marne-Schlacht von 1914. Historische Zeitschrift Band 190, 1960, S. 311–348.
- Die Heutige Lage des Islams in der Türkei. In: Die Welt des Islams. New Series, Band 6, Nr. 3–4, 1961, S. 185–202.
- Die Türkisch-Orthodoxe Kirche [mit Nachträgen] In: Der Islam. Band 39, 1964, S. 95–129; Band 45, 1969, S. 317–323; Band 46, 1970, S. 225 f.
- Türk Kurtuluş Savaş Kronolojisi II: Mondros'tan Mudanya'ya kadar. Türk Tarih Kurumu, Ankara 1970, S. 239.
- Die Türkei in den Jahren 1952–1961 – Geschichtskalender. Harrassowitz, Wiesbaden 1965, I–VIII.
- Kurtuluş Savaşı ile İlgili İngiliz Belgeleri [dt.: Der türk. Befreiungskampf im Lichte der britischen Dokumente], Türk Tarih Kurumu, 16. Reihe, Band 11, Ankara 1971, S. I–XIV.
- Der Islam in der neuen Türkei – Eine Rechtsgeschichtliche Untersuchung. In: Die Welt des Islams. New Series, Band 1, S. 1, 3–7, 9–174; Fassung in türk. Sprache: Özel Dizi: Band 10, Bilgi Yayınları, Ankara 1972.
- Türk Kurtuluş Savaşı Kronolojisi II: Mudanya Mütarekesinden 1923 sonuna kadar <11 Ekim 1922–31 Aralık 1923>. Türk Tarih Kurumu, Ankara 1973, S. I–VIII, 1–49.
- Mustafa Kemal und England in Neuer Sicht. In: Die Welt des Islams. New Series, Band 16, 1975, S. 166–228.
- Türkiye Kronolojisi <1938–1945>. (Übers.: Gülayşe Koçak), Türk Tarih Kurumu, Ankara 1990, S. I–X, 1–150.